# 최당
최당(崔讜, 1135년~1211년)은 고려 중기 ~ 후기의 문신이다. 본관은 창원(昌原). 아버지는 평장사(平章事) 최유청(崔惟淸)이다.

## 생애
1171년(명종 1) 우정언(右正言)으로 승선(承宣) 이준의(李俊儀)와 문극겸(文克謙)의 대성(臺省) 겸관(兼管)을 사면(辭免)하게 하라는 상소를 올렸다가 전중내급사(殿中內給事)로 좌천되었다. 이어 이부원외랑(吏部員外郎)을 거쳐 1183년 상서좌승(尙書左丞)으로 국자감시(國子監試)를 주관하여 오몽림(吳夢霖)·김우(金瑀) 등을 뽑았다. 1197년 참지정사(參知政事)로 지공거(知貢擧)가 되어 동지공거(同知貢擧)인 좌간의대부(左諫議大夫) 민공규(閔公珪)와 함께 진사(進士) 방연보(房衍寶) 등 30인을 뽑았다. 신종(神宗) 때에 중서시랑평장사(中書侍郎平章事)가 되고, 1199년(신종 2)수태위 문하시랑 동중서문하평장사(守太尉門下侍郎同中書門下平章事)로 치사(致仕)하였다.
쌍명재(雙明齋)를 설치하였고, 최선(崔詵)·장자목(張自牧)·고영중(高瑩中)·백광신(白光臣)·이준창(李俊昌)·현덕수(玄德守)·이세장(李世長)·조통(趙通) 등과 함께 기로회(耆老會)를 조직하여 시와 술로써 소일하니 당시에 지상선(地上仙)으로 불렸다.